# Військова медаль (Османська імперія)
Військова медаль (тур. Harp Madalyası) — військова нагорода Османської імперії, заснована султаном Мехмедом V 1 березня 1915 року. Підставою для нагородження була проявлена мужність у боях за часів Першої світової війни. Відома також під англійською назвою «Галліполійська зірка» (англ. Gallipoli Star) та німецькою — «Залізний Півмісяць» (нім. Eiserner Halbmond).

## Опис медалі
Зовнішній вигляд Військової медалі побудовано на основі головних символів Османської імперії: півмісяця та п'ятикутної зірки. Медаль виробляли у формі зірки діаметром 56 мм, з маленькими сріблястими кульками на кінцях променів. Медаль вкрита червоною емаллю або лаком, по краям променів зірки розташований сріблястий кант. В центрі зірки розташований опуклий сріблястий півмісяць, відкритий догори. Всередині півмісяця зображено тугру султана Мехмеда V (правив у 1908—1918 роках), та позначено 1333 рік (1915/1916 рік згідно з прийнятим в Османській імперії мусульманським датуванням). Реверс медалі плоский, з горизонтальною шпилькою, або двома вертикальними гачками. Медаль носили на лівій стороні грудей.
Перші екземпляри цієї нагороди викарбували в білому металі, який покрили червоним лаком. За твердженням німецького колекціонера і дослідника доктора Курта Герхарда Клітманна, також були срібні екземпляри з червоною емаллю, ймовірно, для вищих офіцерів. Таки різновиди нагороди мають назву — «знак паші».
Є величезна кількість медалей, виготовлених в приватному порядку. Найчастіше зустрічаються медалі невідомого виробника, які мають клейма «BB & Co». Знаки приватного виготовлення можуть розрізнятися як по використаному матеріалу, розмірами, так і за способом кріплення нагороди.

## Стрічка нагороди
Для комбатантів стрічка медалі, червоного кольору, завширшки 29 мм. На відстані 2,5 мм від країв стрічки розташовувалися білі смужки шириною 5 мм. Для некомбатантів була зворотня схема кольорів стрічки: основним кольором був білий, а смужки — червоні.

## Застібки
Існували також білі трапецієподібні застібки (довжина 56 мм, висота 7 мм) для кріплення до стрічки, на яких червоними арабськими літерами вказані кампанії чи театри військових дій. Застібки не мали офіційного статусу, але їх використання не заборонялося.
| Напис на застібці | Відповідна битва                | Дата битви чи кампанії            | Примітки                      |
| ----------------- | ------------------------------- | --------------------------------- | ----------------------------- |
| Чанаккале         | Дарданельська операція          | 19 лютого 1915-9 січня 1916 року  | англ. Gallipoli Campaign      |
| Канал             | Суецька операція                | 28 січня-3 лютого 1916 року       | тур. Birinci Kanal Harekâtı   |
| Газа              | Перша битва за Газу             | 26 березня 1917 року              | тур. Birinci Gazze Muharebesi |
| Кут-аль-Амара     | Облога Ель-Куту                 | 7 грудня 1915-29 квітня 1916 року |                               |
| Сина              | Синайсько-Палестинська кампанія | 28 січня 1915-30 жовтня 1918 року | тур. Sina ve Filistin Cephesi |
| Кавказ            | Кавказький театр військових дій |                                   |                               |

## Кріплення медалі на однострої
На парадному однострої медаль була розташована лівій стороні грудей нижче нагрудної кишені. На польовому однострої замість самої медалі носили тільки стрічку, просмикнуту в другу петлицю. Стрічку також носили на колодці.
Піддані Австро-Угорської та Німецької імперій розміщували османську Військову медаль (як іноземну нагороду) нижче правої нагрудної кишені однострою. При використанні стрічки вона розташовувалася слідом за стрічкою Залізного хреста.
Планки кампаній зазвичай не використовувалися.

## Іноземні назви
Османська Військова медаль була поширена серед союзних німецьких та австрійських військовиків. Серед них нагорода отримала назву «Залізний півмісяць» (нім. Eiserner Halbmond), за аналогією з німецькою нагородою.
Серед військовиків Антанти (в першу чергу Великої Британії) нагорода отримала назву «Галліпольська зірка» (англ. Gallipoli Star), так як вона була затверджена за часи Дарданельської операції, яка англійською має назву «Галліпольська кампанія» (англ. Gallipoli Campaign).

## Нагородженні медаллю
- Мустафа Кемаль Ататюрк — турецький політичний та військовий діяч. Перший президент Туреччини;
- Іззет Ахмед-паша — великий візир Османської імперії (14 жовтня-8 жовтня 1918 року);
- Шашкевич Богуслав — один з керівників УГА;
- Букшований Осип Іванович — командант УСС, один з керівників УГА. Отаман УГА;
- Вільгельм II - останній німецький імператор і прусський король (1888—1918). Представник німецької династії Гогенцоллернів.
- Отто Ліман фон Зандерс — німецький генерал, військовий радник у Османській імперії;
- Якоб Гріммінгер (1892—1969) — німецький військовий та політичний діяч часів Третього Рейху.
- Вальтер Модель (1891—1945) — генерал-фельдмаршал Вермахту;
- Курт Еберхард — німецький генерал-майор (з 1 лютого 1941року), військовий комендант Києва (26 вересня 1941 — 1 липня 1942);
- Вернер фон Фріч (1880—1939) — генерал-полковник Вермахту;
- Вільгельм Маршалл — німецький генерал-адмірал часів Третього Рейху;
- Герман Герінг(1893—1946) — німецький політичний, державний і військовий діяч часів Третього Рейху, рейхсміністр авіації, рейхсмаршал (1940).

## Галерея

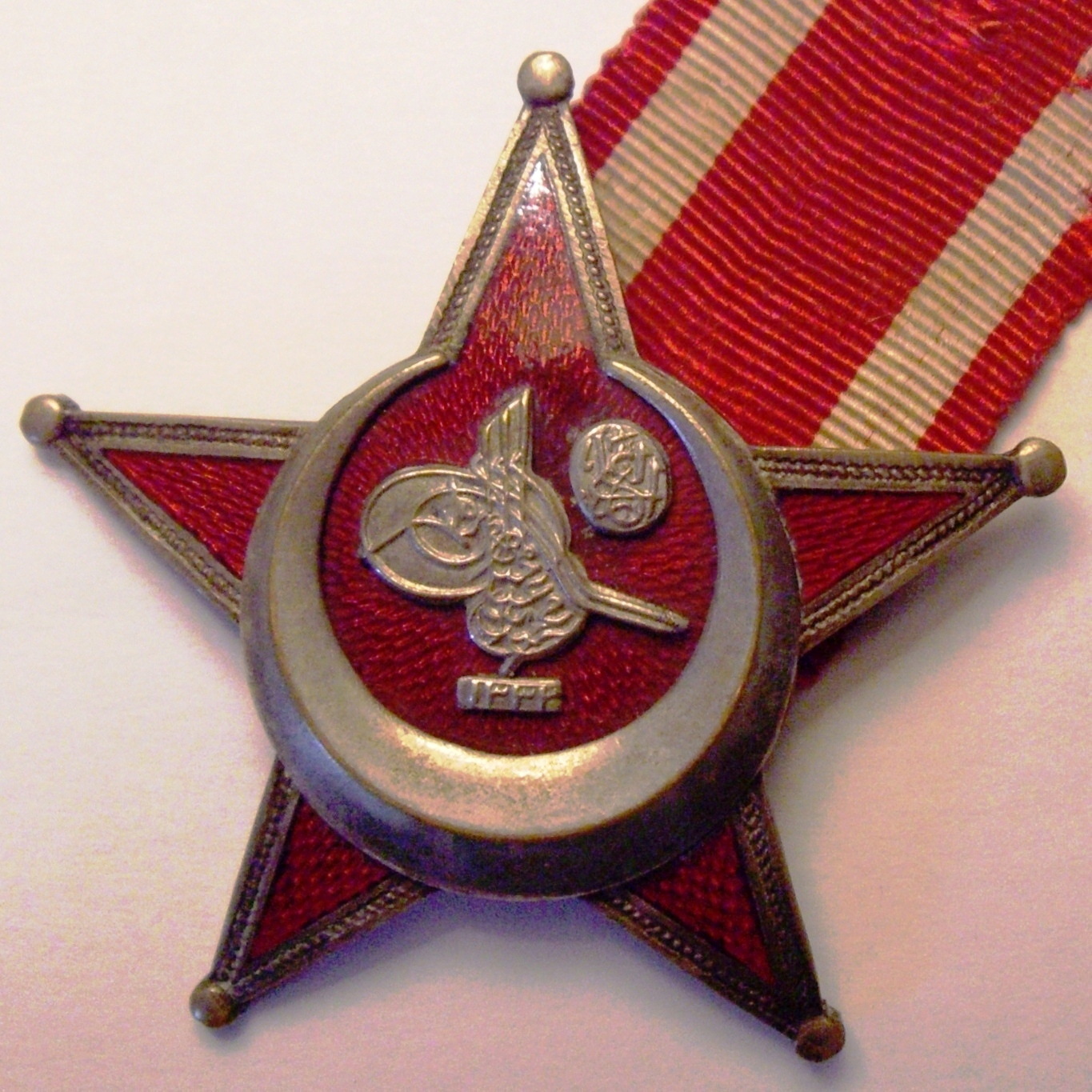
Військова медаль зі стрічкою
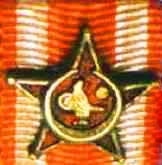
Військова медаль зі стрічкою
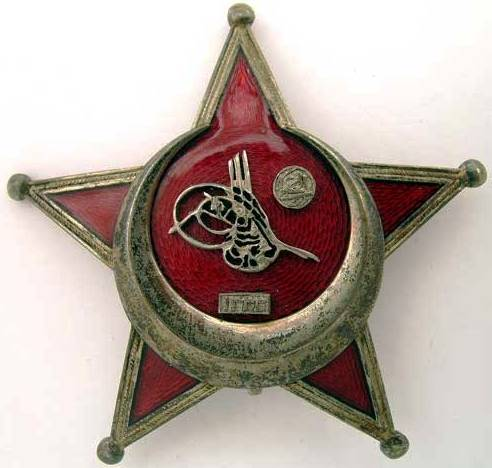
Військова медаль турецького виробництва
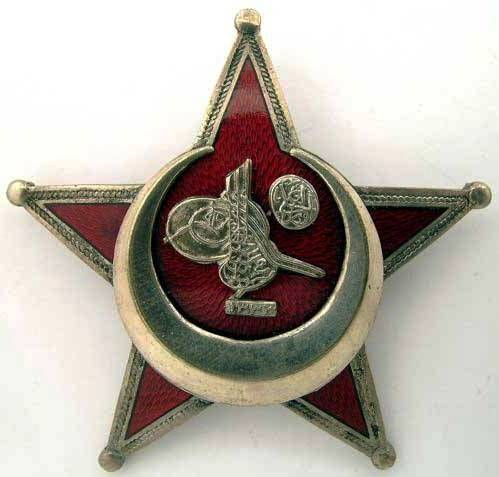
Військова медаль виробництва B.B. & Co.
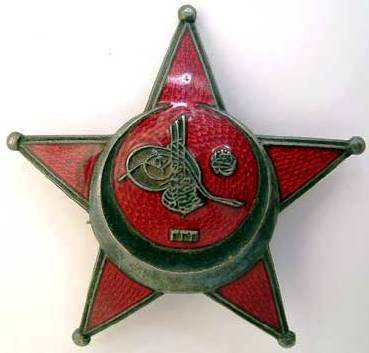
Військова медаль німецького виробництва Godet
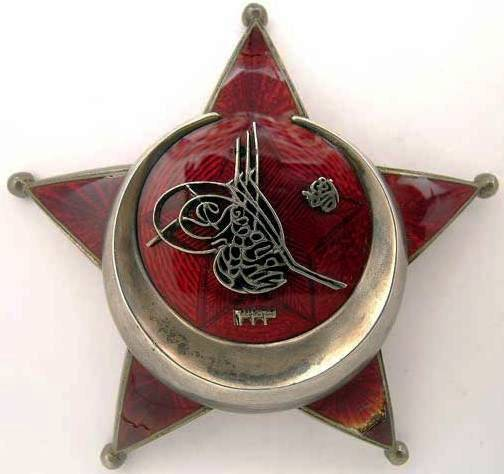
Військова медаль виробництва Werner
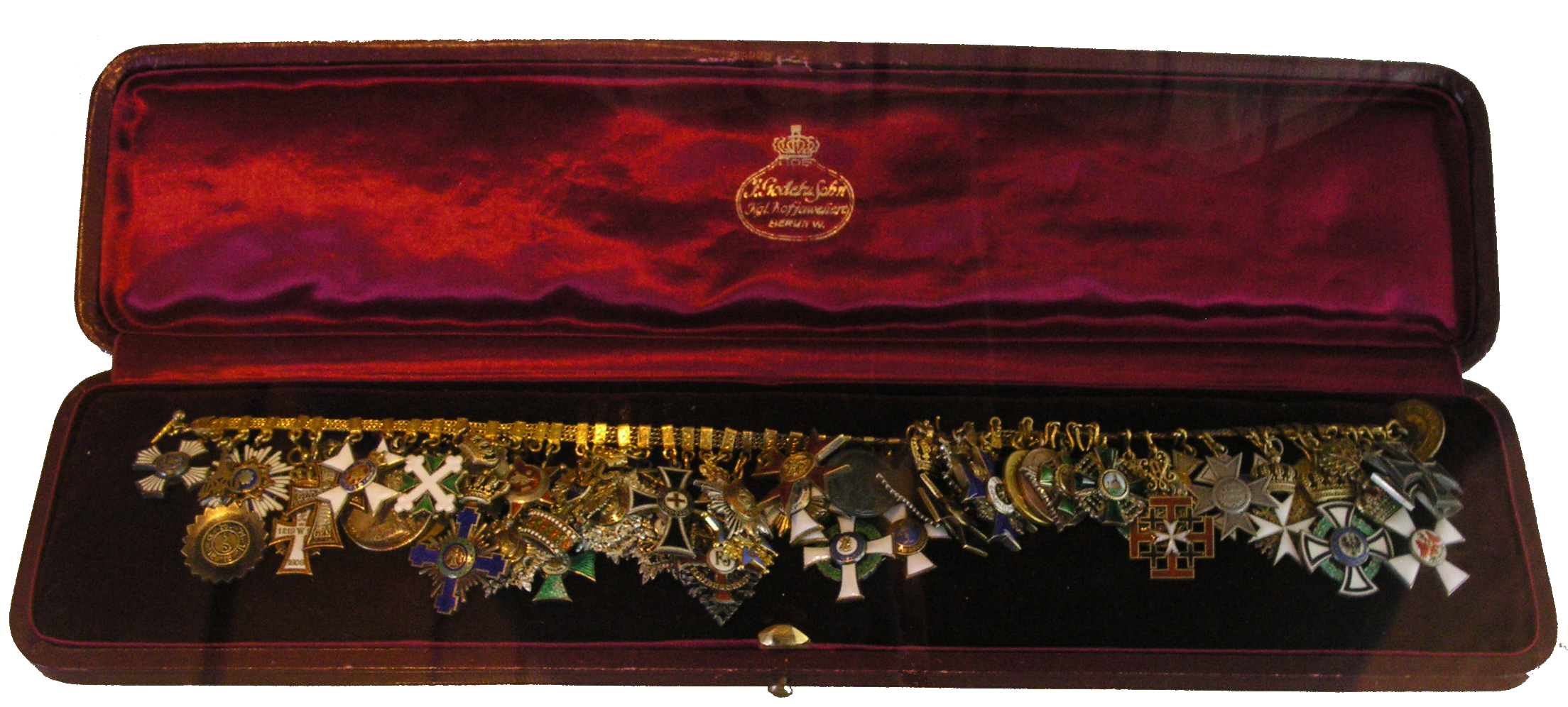
Фрачник з нагородами Густава Круппа. Серед нагород — Галліполійська зірка.

### Нагороджені

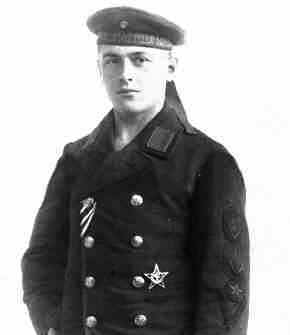
Німецький моряк нагороджений османською Військовою медаллю
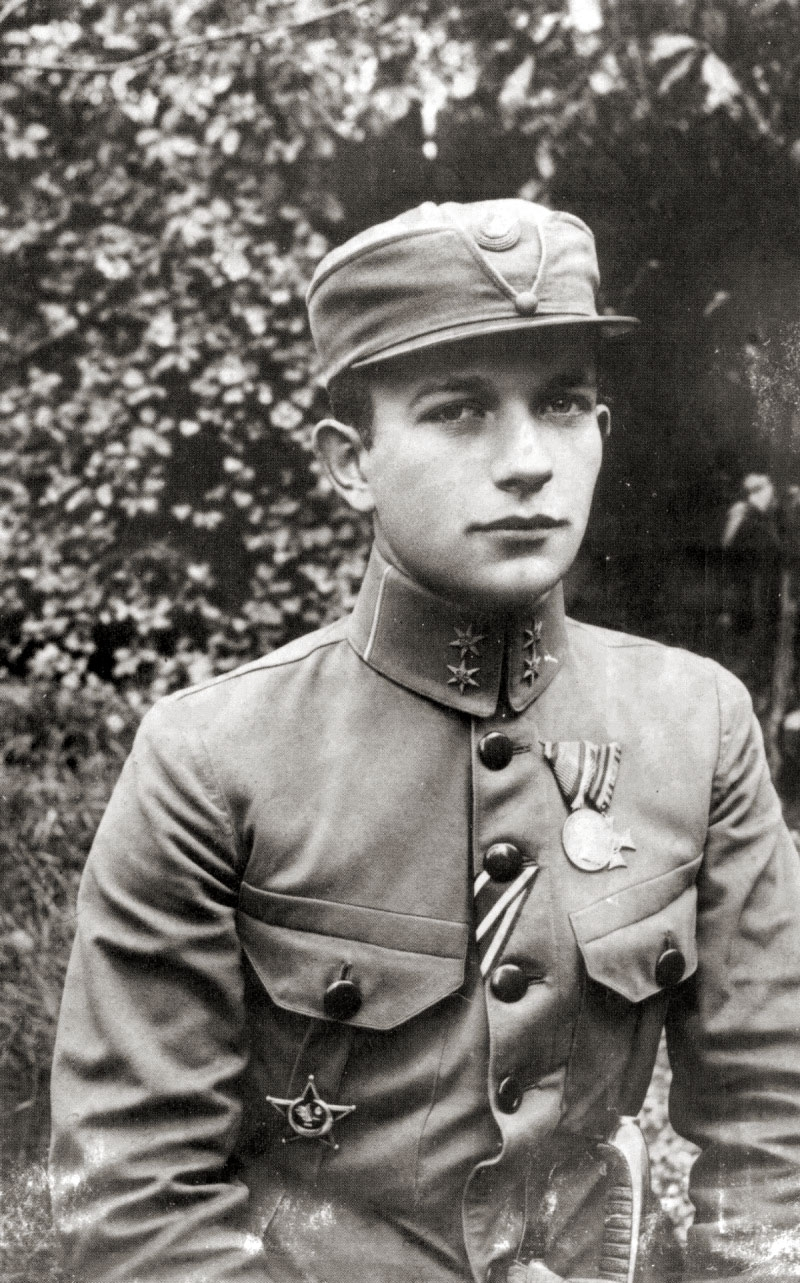
Поручник УСС О. Букшований (1918 рік)
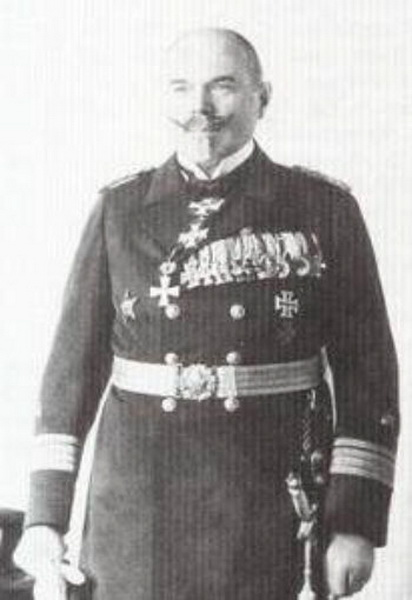
Капітан-цур-зее Вальтер Ізендаль (1918)
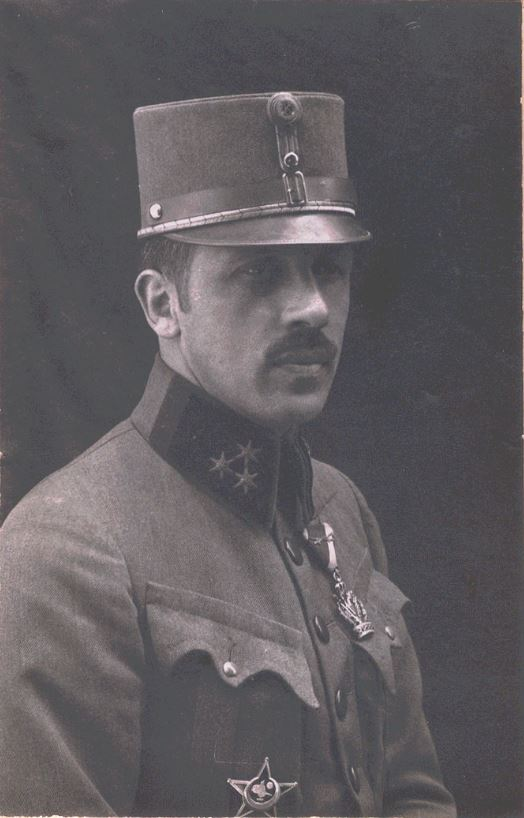
Гауптман австро-угорської армії Камілло Руджера (1915-18)
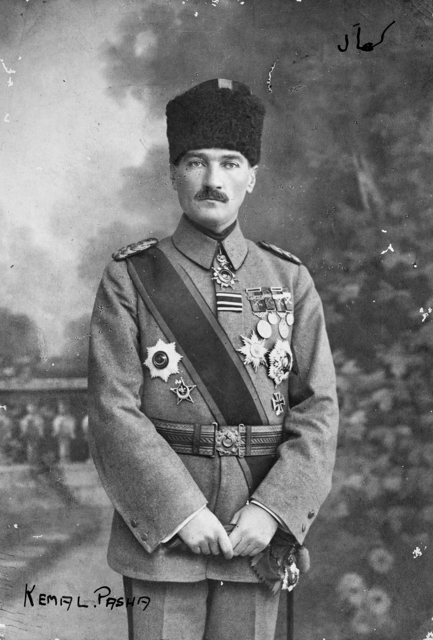
Командувач турецької армії Мустафа Кемаль Ататюрк (1918 рік)
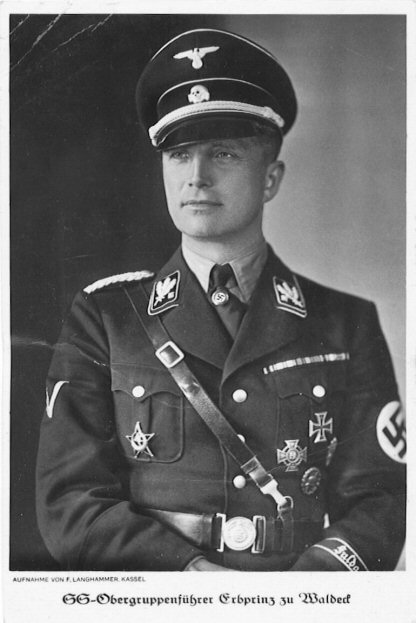
Обергруппенфюрер СС принц Йозіас Вальдек-Пірмонтський (1936-42).
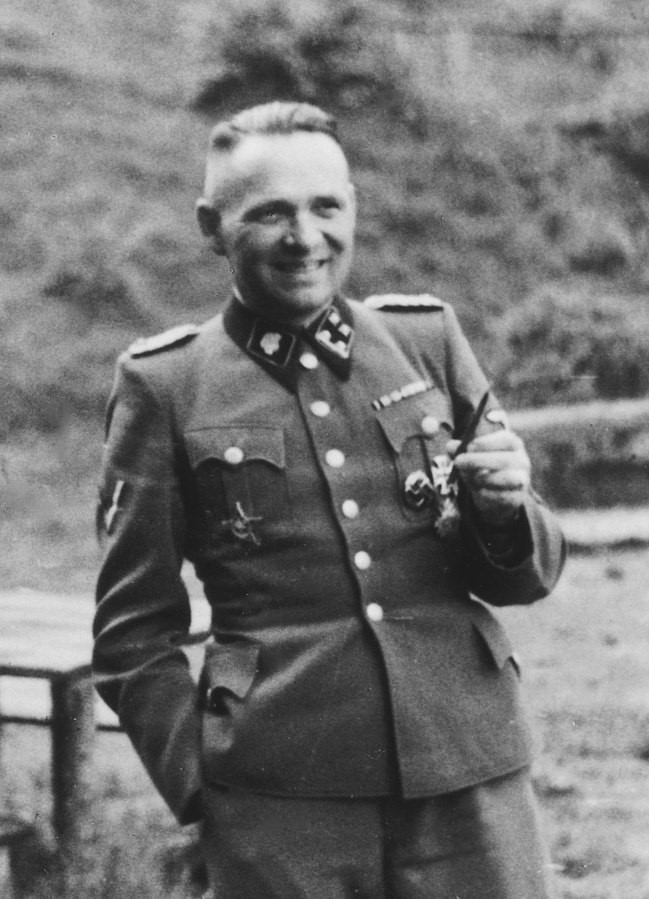
Оберштурмбаннфюрер СС Рудольф Гьосс (1944)